# Ivenca
Ivenca este o localitate din comuna Vojnik, Slovenia, cu o populație de 167 de locuitori.